# 安德烈·路易斯·洛迪古斯·盧比斯
安德烈·路易斯·洛迪古斯·盧比斯（André Luiz Rodrigues Lopes，1985年2月15日—），简称安德雷津霍（Andrezinho），巴西职业足球运动员，现效力于澳大利亚职业足球联赛球会珀斯光荣。
他先前效力德島漩渦及河床。2010年3月，他轉到中超球會遼寧宏運。